# Clams Casino
Clams Casino, pseudonimo di Michael Volpe (Nutley, 12 maggio 1987), è un produttore discografico e compositore statunitense.

## Biografia
Michael Volpe ha discendenze italiane che sarebbero situate intorno a Napoli, e debutta il 27 giugno 2011 con l'EP Rainforest, pubblicato tramite Tri Angle Records. Il 7 marzo 2011 esce il mixtape Instrumentals, a cui seguono Instrumentals 2 il 5 giugno 2012 , dove è presente il singolo I'm God, e Instrumentals 3 il 18 dicembre 2013. I mixtape sono stati distribuiti gratuitamente attraverso il suo sito web.
Il 4 aprile 2014, esce l'opera Locomotor, musicata da Volpe e coreografata da suo cugino Stephen Petronio. Volpe pubblica il suo primo in studio 32 Levels per la Columbia Records il 15 luglio 2016. Ad esso segue il mixtape Instrumentals 4, uscito il 26 giugno 2017. Il suo ultimo album Moon Trip Radio, destinato a ricevere una buona accoglienza da parte della critica e della stampa, viene pubblicato nel mese di dicembre del 2019.

## Stile musicale
La musica di Volpe concilierebbe "le tradizionali percussioni hip-hop, una predisposizione alle melodie fuori dal comune e una gran quantità di atmosfere stranamente commoventi". L'artista viene spesso inserito nel novero degli artisti witch house e cloud rap, quest'ultimo un genere di cui è considerato pioniere.

## Discografia

### Album in studio
- 2020 – Instrumental Relics
- 2016 – 32 Levels
- 2019 – Moon Trip Radio

### Mixtape
- 2011 – Instrumentals
- 2012 – Instrumentals 2
- 2013 – Instrumentals 3
- 2017 – Instrumentals 4

### EP
- 2011 – Rainforest